# Kankaanpää
Kankaanpää es una ciudad de Finlandia, situada en la región de Satakunta. Tiene una población estimada, a mayo de 2021, de 12 784 habitantes.
Su área es de 1037,87 km², de los cuales 16,77 km² es agua.
La ciudad fue fundada en 1865 y consiguió los derechos de ciudad en 1972.
En el pueblo de Niinisalo está situada la brigada de artillería, unidad del ejército de tierra finlandés.